# Richard Whorf
Richard Whorf (4 de junio de 1906 – 14 de diciembre de 1966) fue un director, actor y productor de nacionalidad estadounidense.

## Biografía
Nacido en Winthrop, Massachusetts, sus padres eran Harry Whorf y Sarah Lee, y su hermano mayor el lingüista Benjamin Lee Whorf. Whorf empezó su carrera, siendo adolescente, como actor teatral en Boston, llegando al circuito de Broadway a los 21 años. Tuvo un papel en la obra La fierecilla domada, llevada a escena en el Lunt-Fontanne Theatre de Nueva York. Después se mudó a Hollywood, trabajando en diferentes películas como actor contratado en los años 1930 y 1940, iniciándose como director en 1944.
Una destacada interpretación de Whorf fue el papel de pintor en el episodio emitido en 1960 "The Illustrator", perteneciente a la serie televisiva The Rifleman, protagonizada por Chuck Connors y Johnny Crawford. También dirigió numerosas producciones televisivas en las décadas de 1950 y 1960, entre ellas entregas de series como Gunsmoke y The Beverly Hillbillies, y la segunda temporada completa de My Three Sons. También dirigió la serie Border Patrol y la sitcom emitida en 1964–1965 por ABC Mickey, que protagonizaba Mickey Rooney. En el verano de 1960 fue actor invitado de un capítulo, y dirigió otros varios, de la serie western Tate.
Whorf fue también director teatral, y en 1961 llevó a escena la comedia teatral Julia, Jake and Uncle Joe, que no obtuvo el éxito esperado.
Richard Whorf falleció en 1966, a los 60 años de edad, en Santa Mónica, California, a causa de un infarto agudo de miocardio. Fue enterrado en el Cementerio Forest Lawn Memorial Park (Hollywood Hills).

## Premios
- Premios Primetime Emmy de 1963 : Primetime Emmy a la mejor dirección - Serie de comedia por The Beverly Hillbillies
- Premios Primetime Emmy de 1964 : Primetime Emmy a la mejor dirección - Serie de comedia por The Beverly Hillbillies

## Filmografía

### Director

#### Cine
- 1942 : March On, America!
- 1944 : Blonde Fever
- 1945 : The Hidden Eye
- 1945 : The Sailor Takes a Wife
- 1946 : Till the Clouds Roll By
- 1947 : It Happened in Brooklyn
- 1947 : Love from a Stranger
- 1948 : Luxury Liner
- 1950 : Champagne for Caesar
- 1951 : The Groom Wore Spurs

#### Series de televisión
- 1952 : My Friend Irma (1 episodio)
- 1955 : Norby (1 episodio)
- 1957-1961 : Gunsmoke (18 episodios)
- 1958 : Rendezvous (1 episodio)
- 1958-1959 : Have Gun – Will Travel (6 episodios)
- 1959 : Schlitz Playhouse of Stars (1 episodio)
- 1959 : Richard Diamond, Private Detective (1 episodio)
- 1959 : Border Patrol (2 episodios)
- 1959 : Perry Mason (1 episodio)
- 1959 : Troubleshooters (1 episodio)
- 1959 : Law of the Plainsman (2 episodios)
- 1959 : Los Intocables (1 episodio)
- 1959-1965 : Rawhide (3 episodios)
- 1960 : Johnny Staccato (3 episodios)
- 1960 : The Detectives Starring Robert Taylor (1 episodio)
- 1960 : Tate (4 episodios)
- 1960 : Wagon Train (1 episodio)
- 1960 : Outlaws (1 episodio)
- 1960-1961 : The Barbara Stanwyck Show (4 episodios)
- 1960-1961 : The Ann Sothern Show (9 episodios)
- 1961 : Father of the Bride
- 1961-1963 : My Three Sons (37 episodios)
- 1962 : Alfred Hitchcock presenta (1 episodio)
- 1962-1964 : The Beverly Hillbillies (67 episodios)
- 1963 : Petticoat Junction (1 episodio)
- 1963 : East Side/West Side (1 episodio)
- 1964 : Mickey (4 episodios)
- 1965 : Branded (1 episodio)
- 1965 : The Wild Wild West (1 episodio)
- 1965-1966 : Mona McCluskey (23 episodios)
- 1966 : Please Don't Eat the Daisies (2 episodios)
- 1966 : The Tammy Grimes Show (1 episodio)
- 1967 : Vacation Playhouse (1 episodio)

### Actor
- 1934 : Llamémoslo un asesinato, de Chester Erskine
- 1941 : Blues in the Night, de Anatole Litvak
- 1942 : Yanqui Dandy, de Michael Curtiz
- 1942 : Juke Girl, de Curtis Bernhardt
- 1942 : March On, America!
- 1942 : La llama sagrada, de George Cukor
- 1943 : For God and Country
- 1943 : Assignment in Brittany, de Jack Conway
- 1943 : The Cross of Lorraine, de Tay Garnett
- 1944 : The Impostor, de Julien Duvivier
- 1944 : Christmas Holiday, de Robert Siodmak
- 1950 : Chain Lightning, de Stuart Heisler
- 1951 : The Groom Wore Spurs
- 1952 : Four Star Playhouse (serie TV), 1 episodio
- 1960 : Tate (serie TV), 1 episodio
- 1960 : The Rifleman (serie TV), 1 episodio

### Productor
- 1956 : The Burning Hills, de Stuart Heisler
- 1957 : Shoot-Out at Medicine Bend, de Richard L. Bare
- 1957 : Bombers B-52, de Gordon Douglas